# Dallas (Geórgia)
Dallas é uma cidade localizada no estado americano de Geórgia, no Condado de Paulding.

## Demografia
Segundo o censo americano de 2000, a sua população era de 5056 habitantes.
Em 2006, foi estimada uma população de 9437, um aumento de 4381 (86.6%).

## Geografia
De acordo com o United States Census Bureau tem uma área de
11,8 km², dos quais 11,7 km² cobertos por terra e 0,1 km² cobertos por água. Dallas localiza-se a aproximadamente 285 m acima do nível do mar.

## Localidades na vizinhança
O diagrama seguinte representa as localidades num raio de 24 km ao redor de Dallas.